# Simone VII di Lippe-Detmold
Simone VII di Lippe-Detmold (Castello di Brake presso Lemgo, 30 dicembre 1587 – Detmold, 26 marzo 1627) è stato conte di Lippe-Detmold.

## Biografia
Egli era figlio del conte Simone VI di Lippe e di sua moglie, la contessa Elisabetta di Schauenburg-Holstein.
Nel 1601 venne avviato assieme al fratello maggiore Bernardo alla scuola di Kassel, sino alla morte del fratello (1602) quando prese residenza stabile al castello di Brake. Venne avviato alle questioni di governo dal padre in modo sistematico e gli successe nel 1613. Nel 1617 terminò la dibattuta controversia sulla discendenza dei conti di Lippe con la città di Lemgo.
Nella Guerra dei Trent'anni (1618-1648) tentò di mantenere una stretta neutralità, viste anche le ridotte dimensioni del suo stato.

## Matrimonio e figli
Nel 1607 Simone VII sposò la contessa Anna Caterina di Nassau-Wiesbaden-Idstein (1590-1622), dalla quale ebbe i seguenti figli:
- Un figlio di cui non ci è giunto il nome (*???? /† 1609)
- Simone Luigi (1610-1636),

sposò nel 1631 la contessa Caterina di Waldeck-Wildungen (1612-1649)
- Maria Elisabetta (1611-1667),

sposò nel 1649 il conte Cristiano Federico Mansfeld-Hinterort (1615-1666)
- Anna Caterina (1612-1659),

sposò il principe Federico di Anhalt-Harzgerode (1613-1670)
- Giovanni Bernardo (1613-1652), conte di Lippe-Detmold
- Ottone Enrico (1614-1648 assassinato)
- Ermanno Adolfo (1616-1666), conte di Lippe-Detmold,

sposò nel 1648 la contessa Ernestina di Isenburg-Büdingen-Birstein (1614-1665)
si risposò nel 1666 con la contessa Amalia di Lippe-Brake (1629-1676)
- Giulia Ursula (1617-1630), detta Iana
- Giovanni Luigi (1618-1628)
- Federico Filippo (1619-1629)
- Maddalena (1620-1646)
- Simone (1620-1624)

Alla morte della prima moglie, Simone VII si risposò nel 1623 con la contessa Maria Maddalena di Waldeck-Wildungen (1606-1671), dalla quale ebbe i seguenti eredi:
- Cristiano (1623-1634)
- Sofia Elisabetta (1624-1688),

sposò nel 1644 il conte Giorgio Guglielmo di Leiningen-Westerburg
- Giudoco Ermanno (1625-1678), fondatore della linea di Lippe-Biesterfeld,

sposò nel 1654 la contessa Elisabetta Giuliana di Sayn-Wittgenstein

## Ascendenza
|                                            |   |                                 | Genitori               |  |  | Nonni |  |  | Bisnonni          |  |  | Trisnonni             |  |
|                                            |   |                                 |                        |  |  |       |  |  | Simone V di Lippe |  |  | Bernardo VII di Lippe |  |
|                                            |   |                                 |                        |  |  |       |  |  | Simone V di Lippe |  |  | Bernardo VII di Lippe |  |
|                                            |   | Anna di Holstein-Pinneberg      |                        |  |  |       |  |  | Simone V di Lippe |  |  |                       |  |
| Bernardo VIII di Lippe                     |   |                                 |                        |  |  |       |  |  | Simone V di Lippe |  |  |                       |  |
|                                            |   | Maddalena di Mansfeld-Mittelort | …                      |  |  |       |  |  |                   |  |  |                       |  |
|                                            |   | Maddalena di Mansfeld-Mittelort | …                      |  |  |       |  |  |                   |  |  |                       |  |
|                                            |   | Maddalena di Mansfeld-Mittelort | …                      |  |  |       |  |  |                   |  |  |                       |  |
| Simone VI di Lippe                         |   | Maddalena di Mansfeld-Mittelort |                        |  |  |       |  |  |                   |  |  |                       |  |
|                                            |   | Filippo III di Waldeck          | Filippo II di Waldeck  |  |  |       |  |  |                   |  |  |                       |  |
|                                            |   | Filippo III di Waldeck          | Filippo II di Waldeck  |  |  |       |  |  |                   |  |  |                       |  |
|                                            |   | Filippo III di Waldeck          | Caterina di Solms-Lich |  |  |       |  |  |                   |  |  |                       |  |
| Caterina di Waldeck-Eisenberg              |   | Filippo III di Waldeck          |                        |  |  |       |  |  |                   |  |  |                       |  |
|                                            |   | Anna di Kleve                   | Giovanni II di Kleve   |  |  |       |  |  |                   |  |  |                       |  |
|                                            |   | Anna di Kleve                   | Giovanni II di Kleve   |  |  |       |  |  |                   |  |  |                       |  |
|                                            |   | Anna di Kleve                   | Matilde d'Assia        |  |  |       |  |  |                   |  |  |                       |  |
| Simone VII di Lippe                        |   | Anna di Kleve                   |                        |  |  |       |  |  |                   |  |  |                       |  |
|                                            | … | …                               |                        |  |  |       |  |  |                   |  |  |                       |  |
|                                            | … | …                               |                        |  |  |       |  |  |                   |  |  |                       |  |
|                                            | … | …                               |                        |  |  |       |  |  |                   |  |  |                       |  |
| Ottone IV di Schaumburg-Holstein-Pinneberg | … |                                 |                        |  |  |       |  |  |                   |  |  |                       |  |
|                                            |   | …                               | …                      |  |  |       |  |  |                   |  |  |                       |  |
|                                            |   | …                               | …                      |  |  |       |  |  |                   |  |  |                       |  |
|                                            |   | …                               | …                      |  |  |       |  |  |                   |  |  |                       |  |
| Elisabetta di Holstein-Schaumburg          |   | …                               |                        |  |  |       |  |  |                   |  |  |                       |  |
|                                            |   | …                               | …                      |  |  |       |  |  |                   |  |  |                       |  |
|                                            |   | …                               | …                      |  |  |       |  |  |                   |  |  |                       |  |
|                                            |   | …                               | …                      |  |  |       |  |  |                   |  |  |                       |  |
| …                                          |   | …                               |                        |  |  |       |  |  |                   |  |  |                       |  |
|                                            |   | …                               | …                      |  |  |       |  |  |                   |  |  |                       |  |
|                                            |   | …                               | …                      |  |  |       |  |  |                   |  |  |                       |  |
|                                            |   | …                               | …                      |  |  |       |  |  |                   |  |  |                       |  |
|                                            |   | …                               |                        |  |  |       |  |  |                   |  |  |                       |  |